# Heteroscyphus valdiviensis
Heteroscyphus valdiviensis là một loài rêu tản trong họ Geocalycaceae. Loài này được (Mont.) Schiffner miêu tả khoa học lần đầu tiên năm 1910.